# Another Time, Another Place - Una storia d'amore
Another Time, Another Place - Una storia d'amore (Another Time, Another Place) è un film del 1983 diretto da Michael Radford.
Nasce come film TV (è stato prodotto e pensato per la televisione), ma successivamente, visto l'ottimo riscontro, è stato proiettato anche nelle sale cinematografiche.
Il regista e sceneggiatore inglese con quest'opera si è aggiudicato il premio BAFTA al miglior esordio di un regista, sceneggiatore o produttore britannico mentre Phyllis Logan è stata nominata come migliore attrice.
Fu presentato alla Quinzaine des Réalisateurs del 36º Festival di Cannes.

## Trama
Dopo la fine della Seconda guerra mondiale restano in Gran Bretagna molti prigionieri italiani, per la maggioranza come aiutanti in favore degli agricoltori locali, secondo le disposizioni del governo inglese.
Il film è ambientato in Scozia dove gli italiani protagonisti lavorano nei campi ospiti di una famiglia in cui la giovane moglie Janie prova per loro ben più affetto e compassione rispetto al rude marito: tra lei e uno dei suoi ospiti nascerà un tenero e fugace rapporto che però finirà per mettere nei guai soprattutto l'incolpevole Luigi, originario di Napoli.

## Produzione

### Cast
Nel cast originale doveva essere presente anche l'attore italiano Massimo Troisi, il quale però rifiutò perché non voleva lavorare in Scozia per il freddo.